# Бенци, Роберто
Робе́рто Бе́нци (итал. Roberto Benzi; род. 12 декабря 1937, Марсель) — французский дирижёр.
Сын преподавателя сольфеджио, Бенци с раннего детства обнаружил абсолютный слух и незаурядную одарённость. Первые уроки дирижёрского мастерства он получил в десятилетнем возрасте от Андре Клюитанса, впервые встал за дирижёрский пульт в 1948 г. В 1949 г. Бенци стал героем музыкального фильма «Прелюдия к славе» (фр. Prélude à la Gloire), за которым в 1952 г. последовал второй, «Зов судьбы» (фр. L'Appel du destin), с участием Жана Маре. Параллельно с занятиями дирижированием Бенци окончил литературный факультет Сорбонны. В 1972—1987 гг. он возглавлял Национальный оркестр Аквитании, в 1989—1998 гг. Арнемский филармонический оркестр и одновременно в 1991—1995 гг. Национальный молодёжный оркестр Нидерландов.